# Mostar
Mostar (v srbské cyrilici Мостар) je město v jižní části Bosny a Hercegoviny, kulturní a společenské centrum regionu Hercegovina, hlavní město Hercegovsko-neretvanského kantonu, a jedno z největších měst v zemi. Situováno je v údolí řeky Neretva, mezi horami Hum a Velež. Podle posledního sčítání lidu v roce 2013 žilo v Mostaru 64 301 obyvatel, z toho v širším městě 105 797 obyvatel. Mostar je také turisticky atraktivním městem v Bosně díky ikonickému mostu, symbolu města.

## Etymologie
Město získalo svůj název díky tzv. mostarům, lidé, kteří hlídali dnešní Starý most, resp. oba jeho konce na břehu řeky Neretvy.

## Historie
Lokalita dnešního města Mostaru byla osídlena již v dobách prehistorie. O tom svědčí početná archeologická naleziště, kde byly nalezeny pozůstatky z neolitu, doby bronzové i doby železné. V dobách existence Římské říše žil v místě dnešního města Mostaru ilirský kmen Daorsi.
První písemná zmínka o městě je datována k 3. dubnu 1452 v dubrovnických záznamech o majetkových převodech. V roce 1468 ovládli údolí řeky Neretvy Osmanští Turci. V místě dnešního města nechali zbudovat pevnost Köprühisar (pevnost u mostu). Díky tomu, že v hlubokém údolí řeky Neretvy bylo možné překročit vodní tok pouze zde, se zde začala tvořit osada a později i samostatné město. Legendární kamenný most nařídil vybudovat tehdejší turecký sultán Sulejman I.
Roku 1878 se dostalo město pod Rakousko-uherskou správu, kde se tak stalo důležitým obchodním centrem. V téže době bylo už vnímáno jako neoficiální hlavní město regionu Hercegoviny. Obyvatelstvo bylo nábožensky, stejně jako v celé tehdejší Bosně, značně smíšené. Během rakousko-uherské správy se Mostar postupně rozvíjel a modernizoval; vznikaly školy a v roce 1888 získalo město i železniční spojení (byť úzkorozchodné) se zbytkem mocnářství. Na přelomu 19. a 20. století se stalo také i centrem literární tvorby; bosenkosrbští autoři, jako např. Aleksa Šantić, či Jovan Dučić zde vydávali významný časopis Zora, který se vyjadřoval k řadě politických i společenských událostí tehdejší Bosny pod rakouskou správou.
Po první světové válce se stal Mostar součástí Království SHS a Království Jugoslávie. Vzhledem k ekonomickým problémům království a značné politické nestabilitě však dvacet let meziválečné doby nepřineslo Mostaru výraznější rozvoj. Mostar byl nejprve součástí Přímořské bánoviny a později Chorvatské bánoviny.
Mostar se stal součástí Nezávislého státu Chorvatsko, který byl vyhlášen v dubnu 1941. Jen o několik měsíců později byly na základě diskriminačních zákonů zatýkáni a odsouváni první Židé a Srbové. V celkem třech vlnách bylo zatčeno, uvězněno a zabito několik set osob, včetně příslušníků tehdejší mostarské inteligence. Město se nacházelo v italské operační zóně (tzn. bylo zde přítomné italské vojsko) fašistického Chorvatska. 14. února 1945 byl Mostar osvobozen jednotkami jugoslávských partyzánů.

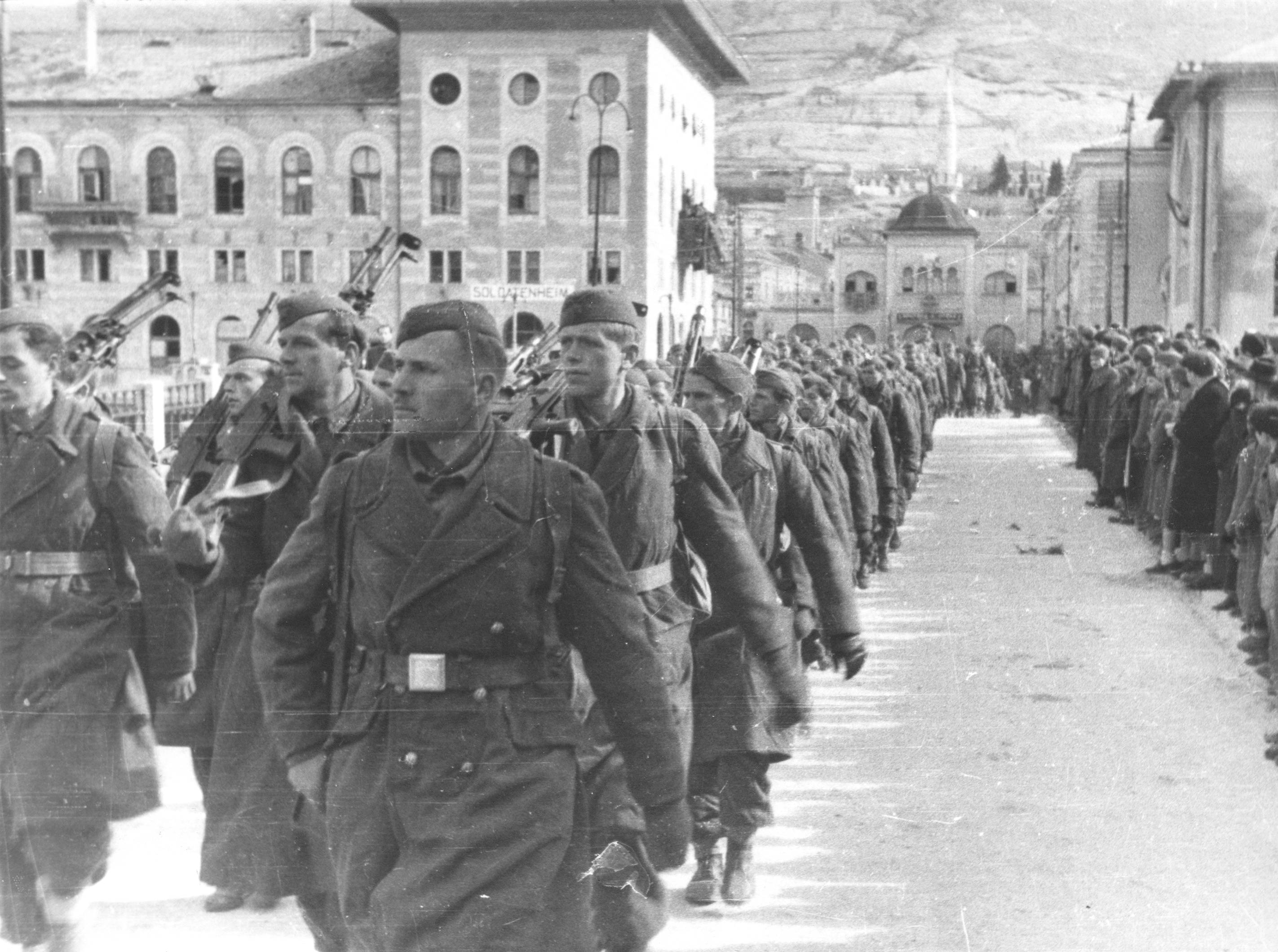
Osvobození Mostaru v únoru 1945

V roce 1948 mělo okolo dvaceti tisíc obyvatel. Po druhé světové válce byly zahájeny plány rychlé industrializace Jugoslávie. V rámci nich byly rozvíjeny průmyslové kapacity i v Mostaru. V nově postavené továrně Soko byly vyráběny součástky pro letadla a v továrně Hercegovina Auto zase automobily. Na řece Neretvě byla vybudována řada přehrad, které poskytly pro továrny elektrickou energii.
V 70. a 80. letech byl Mostar díky své vhodné poloze blízko pobřeží Jaderského moře vybrán jako vhodný cíl pro rozvoj turistiky. Bylo obnoveno historické centrum města a do Mostaru začali jezdit turisté, kteří jinak pobývali výhradně na pobřeží moře.
Poté, co v dubnu 1992 vyhlásila republika Bosna a Hercegovina nezávislost, obklíčily město jednotky Jugoslávské lidové armády. Proti ní bojovali místní Chorvati, kteří zorganizovali vlastní ozbrojenou organizaci – Chorvatskou radu obrany. Jugoslávská armáda a bosenskosrbské síly město ostřelovaly v periodických obdobích.
Teprve v roce 1993 vypukl střet mezi místním chorvatským a bosenskomuslimským obyvatelstvem. Město bylo rozděleno mezi obě strany konfliktu podél své etnické hranice. Do skončení konfliktu zemřelo v Mostaru na 2 000 lidí a historické centrum bylo těžce poškozeno. Jugoslávské vojsko se z Mostaru stáhlo dne 9. března 1993.

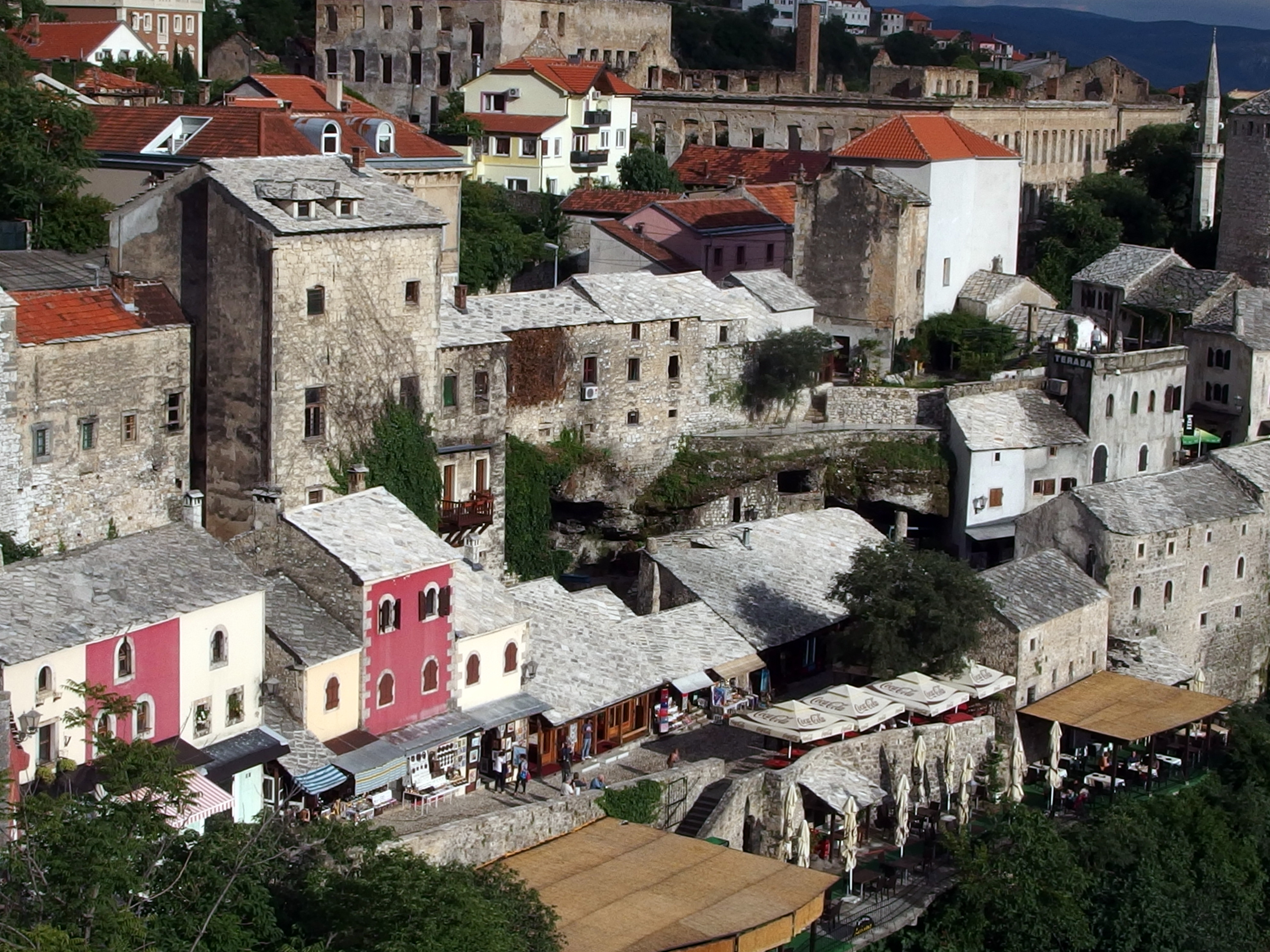
Historická část města

Po skončení konfliktu z města odešla většina srbského obyvatelstva a zbývající dvě dominantní etnické skupiny se rozdělily podle válečného rozdělení města podle břehů. Zatímco modernější a evropští část (tzv. Západní Mostar) měl chorvatskou většinu, historická část města zůstala obývána především Bosňáky.
Poškození města bylo značné a pohybovalo se v řádech desítek procent jednotlivých budov. Mezi zničené památky patří Starý most, který byl zlikvidován střelbou z chorvatského tanku; dále biskupský palác, který vyhořel a spolu s ním bylo zničeno na padesát tisíc knih. Místní katedrála byla zničena během Velikonoc 1995 po minometné palbě srbských ozbrojenců. Celkové náklady na obnovu historického centra města se pohybují okolo 400 milionů německých marek.
Mezinárodní pomoc se pokoušela kromě obnovy jednotlivých poškozených staveb ve městě také sjednotit místní administrativu. Za války rozdělené město bylo nejprve správně rozčleněno do sedmi obvodů s poměrně širokými pravomocemi (včetně vlastních rozpočtů, pravomocí ohledně stavebního řízení apod.). Jednalo se o tři obvody s chorvatskou většinou, jeden s bosňáckou a jeden centrální, smíšený. Mezi chorvatskými a bosňáckými obvody existovala střežená hranice. V roce 2004 byla ustanovena jednotná městská samospráva; zahrnuje nicméně šest oddělených volebních obvodů a 31 teritoriálních částí s menší mírou samosprávy. Jednalo se o výsledek politického úsilí Úřadu vysokého zastupitele v Bosně a Hercegovině, s kterým bylo sjednocení města připravováno od roku 2003. Cílem bylo také odstranit fungování tzv. paralelních institucí v některých částech města.
V letech 2008 až 2009 byla samospráva bojkotována a úřad města paralyzován, na základě čehož Vysoký představitel OSN pro Bosnu a Hercegovinu jmenoval starostu města bez ohledu na výsledek voleb. Volby do místních samospráv se nekonaly potom v letech 2008 až 2020 vůbec.

## Geografie a klimatické poměry

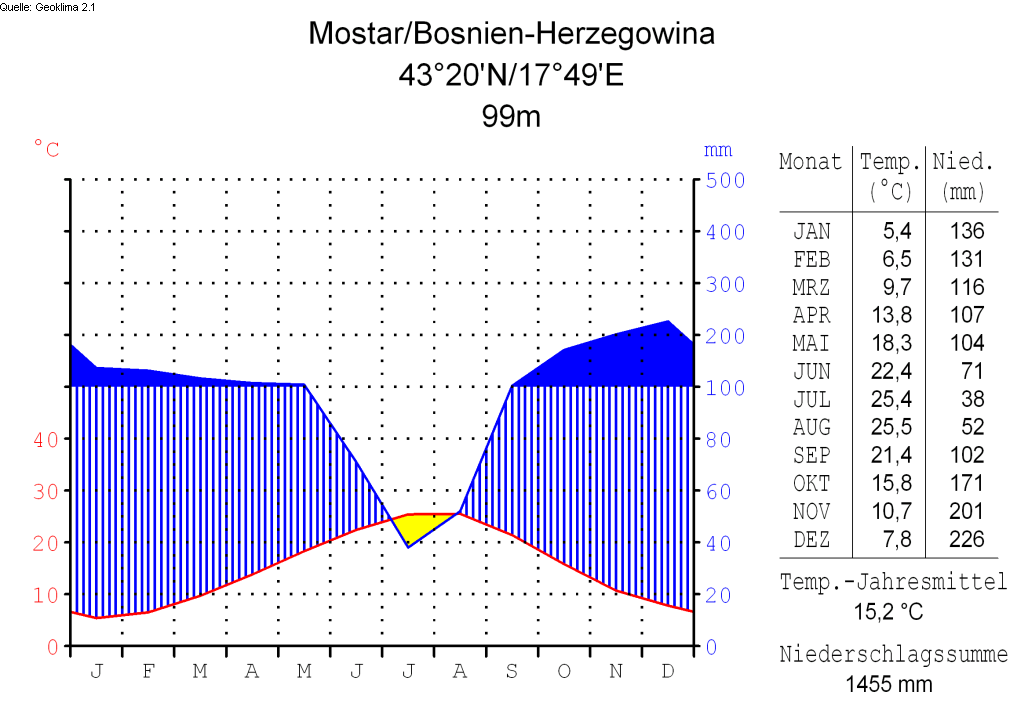
Klimatická data pro Mostar v průběhu roku.

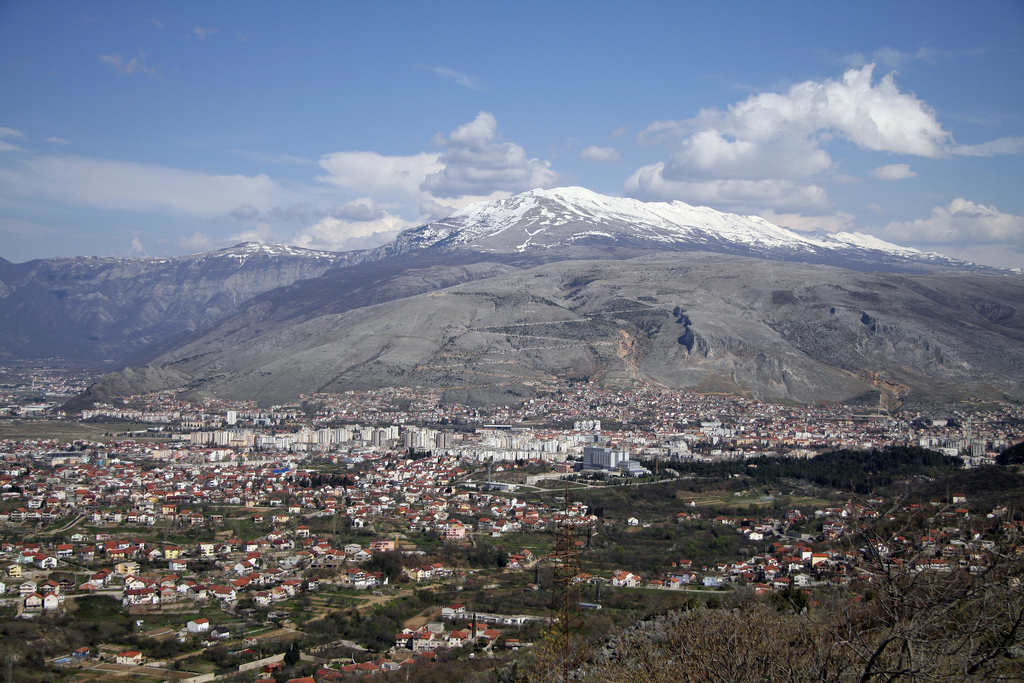
Pohled na město v roce 2010.

Mostar se nachází v jižní části Bosny a Hercegoviny, v údolí řeky Neretvy. Je přirozeným centrem regionu Hercegovina.
Územím samotného města protéká celkem šest vodních toků. Kromě řeky Neretvy jsou to také Radobolja, Buna, Bunica, Jasenica a Drežanka. Řeka Neretva je přehrazená na třech místech: Nachází se zde Vodní elektrárna Grabovica (dokončená roku 1982), dále Vodní elektrárna Salakovac (dokončená 1981) a Vodní elektrárna Mostar, dokončená roku 1987. Jižně od města se v krasové oblasti nachází dále vodní dílo Mostarsko blato.
Zhruba 60 % území města se nachází v nadmořské výšce nad 1000 m n. m., ačkoliv většina osídlené části města je situována do údolí řeky Neretvy a jejích přítoků. Město se rozkládá v tzv. Mostarské dolině, která se rozevírá směrem na jih. Zasahuje i do krasového pole Mostarsko blato. V blízkosti Mostaru se nachází pohoří Velež, Prenj, Čabulja a Čvrsnica.
Na rozdíl od značné části měst na území Bosny a Hercegoviny je klima v údolí řeky Neretvy, kde se město Mostar nachází, ovlivněno výrazněji středomořským podnebím. Průměrná roční teplota zde činí 14,6 °C a počet slunečných hodin ročně 2261. Průměrná lednová teplota dosahuje 4,6 °C, průměrná červencová potom 24,6 °C. Vyšší srážky a chladnější teploty jsou typické pro severozápadní a východní okraj města (klima se mění vzhledem k hornatému terénu). Nejvíce srážek spadne v listopadu a prosinci, nejméně (stejně jako jinde na Balkáně) v letních měsících. Průměrný roční úhrn srážek činí v Mostaru 1 572,8 mm. Sněží zřídkakdy i v zimě, sněhová pokrývka zůstává především v okolních horách klidně i několik měsíců. Větry vanou většinou ze severu.

## Ekonomika

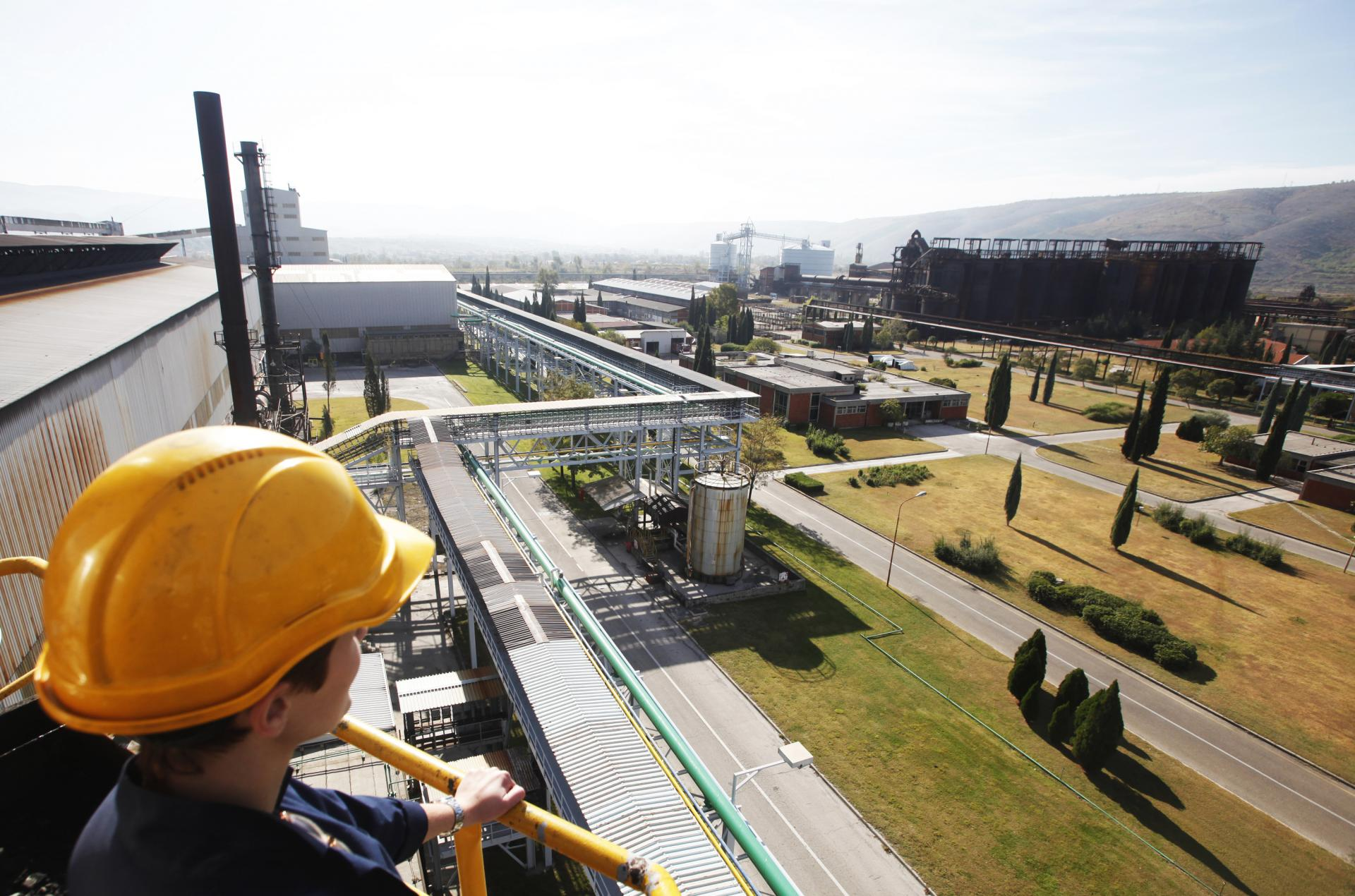
Továrna společnosti Aluminij v Mostaru.

### Zemědělství a těžba surovin
V okolí města se nachází několik povrchových lomů. Vápenec, který tvoří okolní kopce, je využíván jako stavební materiál, kromě kamene se také těží ještě štěrk a písek. Dva poslední uvedené se těží okolo řeky Neretvy, především v lokalitě Bišća Polje. V letech 1919 až 1985 se v blízkosti Mostaru rovněž nacházel povrchový uhelný důl.
Údolí řeky Neretvy, především jižně od města, je intenzivně zemědělsky využíváno. Kromě pěstování obilnin je zastoupeno i pěstování vinné révy a ovocnářství.

### Průmysl
Ve 20. století byl v Mostaru a okolí rozvíjen průmysl. Mezi velké zaměstnavatele patřila hliníkárna (Aluminij Mostar), která zaměstnávala přes 5 000 lidí. I v 21. století si udržela svoji aktivitu přes rozpad Jugoslávie a válku a stala se největším vývozcem v Bosně a Hercegovině.
Známá byla také výroba letadel. Továrna Soko zaměstnávala v období svého největšího rozvoje 8000 lidí, kromě toho se zde nacházely i další podniky (např. Hercegovina Auto), textilní podniky (např. továrna Đuro Salaj), potravinářské závody apod. Tabákový průmysl zde měl tradici již od Rakousko-Uherska. Průmyslové areály se nachází jižně od města.
Na počátku 21. století byl objem výroby místního průmyslu nicméně nižší, než tomu bylo v dobách existence socialistické Jugoslávie; v průmyslu je v druhé dekádě 21. století zaměstnáno šest tisíc lidí.
Kromě uvedených vodních elektráren a kaskády na řece Neretvě byly v první polovině 21. století budovány rovněž i elektrárny větrné na kopcích okolo města. Vznikaly také rozsáhlé elektrárny solární.

### Služby a turistika

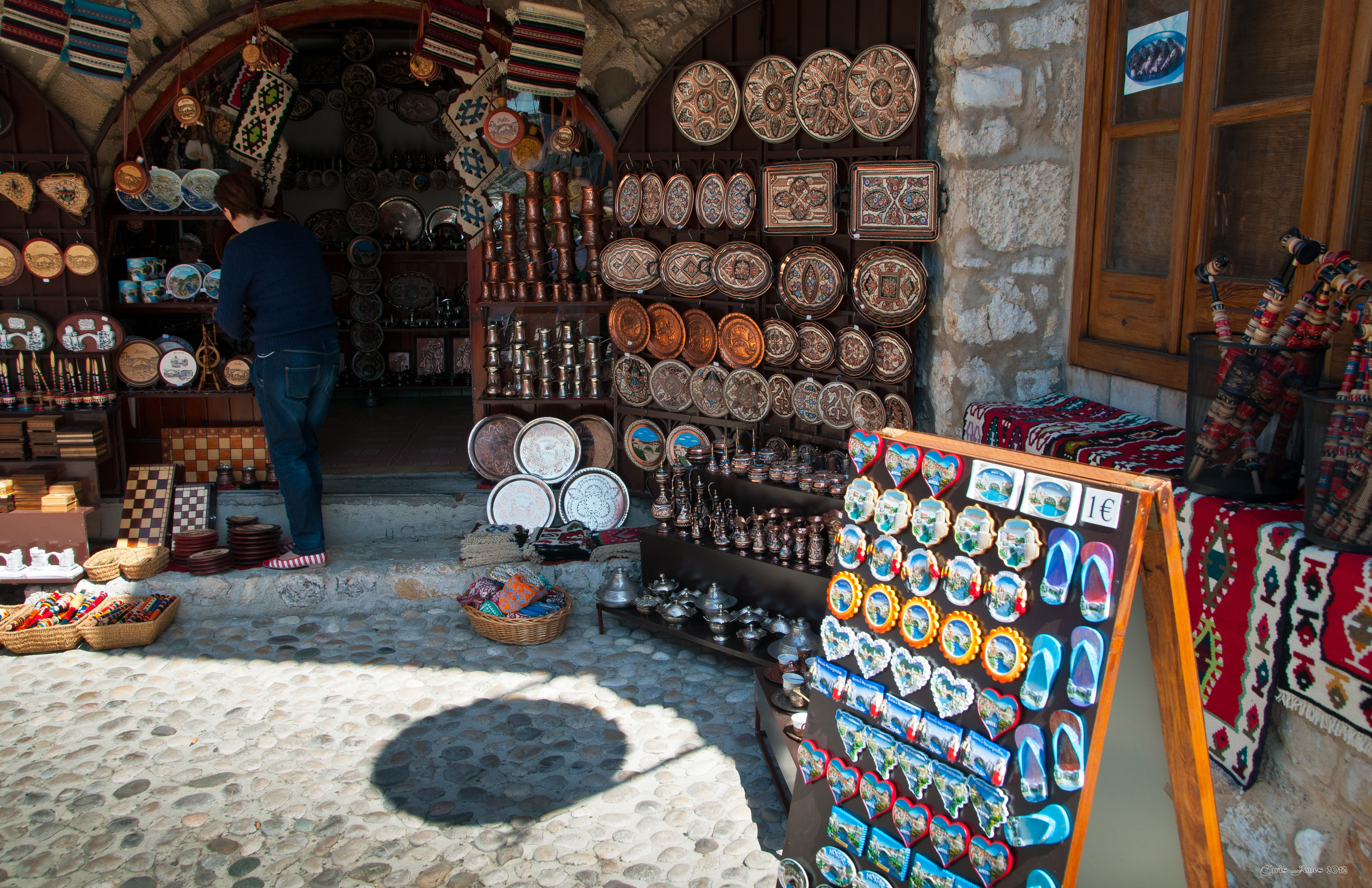
Obchod se suvenýry v Mostaru.

Většina obyvatelstva Mostaru je zaměstnána ve službách, pracuje v nich okolo 14 tisíc osob.
Díky blízkosti k Jaderskému pobřeží, Starému mostu a dochovanému unikátnímu historickému jádru města je Mostar vyhledávanou turistickou destinací v rámci celé Bosny a Hercegoviny.
V roce 2017 město navštívilo 86 050 návštěvníků, zhruba tři čtvrtiny z nich byli ze zahraničí. Bylo uskutečněno cca 122 tisíc přenocování. Mostar je oblíben u zahraničních návštěvníků především ze zemí regionu (bývalé Jugoslávie) a dále i Itálie, Francie, Polska, Německa a dalších. V roce 2017 navštívilo město na deset tisíc čínských turistů.

## Obyvatelstvo
Podle údajů z posledního sčítání lidu žije v Mostaru 64 301 obyvatel, z toho v širším městě 105 797 obyvatel. Uvedený počet představuje ve srovnání s rokem 1991 pokles o 16 %. Počet obyvatel v Mostaru dlouhodobě klesá, a to i přes skutečnost, že se do města stále ještě sestěhovávají i na počátku 21. století lidé z okolních menších měst a vesnic. Děje se tak většinou i z vzdálených obcí, většinou však v rámci Hercegovinsko-neretvanského kantonu.
Významný je nicméně faktor vystěhovalectví z Bosny a Hercegoviny do dalších zemí Evropy. Tento trend se začal již projevovat v druhé polovině 60. let 20. století, ze 4/5 je nejoblíbenější destinací vystěhovalců z Mostaru Spolková republika Německo (do roku 1990 Západní Německo).
Dle údajů ze sčítání lidu z roku 1991 žilo v Mostaru 5,6 % negramotných osob, většinou se jednalo o věkovou kategorii starší 50. let. V této skupině byly dominantním způsobem zastoupeny ženy.

### Národnostní a náboženské poměry
Obyvatelstvo je etnicky smíšené; 48,4 % obyvatel se hlásí k chorvatské národnosti, 44,1 % k bosňácké a 4,1 % k srbské. Ze všech měst v Bosně a Hercegovině je zde nejpočetnější chorvatská komunita; Mostar je tak neformálním centrem Chorvatů v zemi.
V roce 2013 žilo dle prvního poválečného bosenského sčítání lidu na území celého města 51 216 osob hlásících se k chorvatské, 46 752 osob hlásící se k bosňácké a 4 421 osob hlásící se k srbské národnosti.
Do 90. let 20. století, resp. do bosenské války, žila v Mostaru i početná komunita Srbů. V roce 1991 tvořila 19 % obyvatel města. Srbové za války z města odešli nebo byli vyhnáni.
Místní židovská komunita, ač před druhou světovou válkou početná a do války v Bosně a Hercegovině zahrnující zhruba tři sta lidí, čítá v 3. dekádě 21. století jen okolo čtyřiceti osob.

## Kultura

### Kulturní instituce
Ve městě se nachází řada kulturních center a institucí, mezi které patří např.:
- Chorvatské národní divadlo[27]
- Národní divadlo (bosensky Narodno pozorište), založené roku 1949.
- Muzeum Starého mostu[28] sídlící ve věži Tara[29],
- Kulturní centrum Mostaru se sídlem na Starém městě; jeho budovu obklopuje park, kde jsou dochovány náhrobní kameny, tzv. stećky.
- Galerie Aluminij, pojmenovaná po podniku, který ji dlouhodobě sponzoruje
- Muzeum Hercegoviny (které má tři expozice; archeologickou, etnografickou a literární)
- Loutkové divadlo Mostar, sídlící v budově Chorvatského domu.
- Mostarské divadlo mládeže (MDM)
- Dům Muslibegovićů
- Dům Aleksy Šantiće

... a další.
Většina z těchto institucí byla založena v 50. letech 20. století; některé z nich potom po válce v 90. letech a získaly vlastní prostory, např. Chorvatské národní divadlo, Pavarottiho hudební centrum, Muzeum Starého mostu apod.
V Mostaru působí celkem 5 divadel, 1 muzeum, 4 galerie a 4 kulturní domy. 12 kulturních institucí je provozováno samotným městem Mostar.

### Kulturní akce
Mezi významné kulturní události ve městě patří Dny Matice chorvatské, které jsou financovány vládou Republiky Chorvatsko a Federace Bosny a Hercegoviny.
Mostarské léto je další kulturní akcí, která zastřešuje řadu různých událostí, např. Šantićovy básnické večery, Mostarský letní festival a Festival hudebních skupin Bosny a Hercegoviny.
Rovněž je zde pravidelně pořádán hudební festival s názvem Melodije Mostara, a to pravidelně již od roku 1995. Mezi divadelní festivaly, které se pravidelně v jihobosenském městě konají, patří např. Mostarska Liska (pořádaná Národním divadlem v Mostaru) a Mostarské jaro (pořádané Maticí chorvatskou v Mostaru).

### Pamětihodnosti

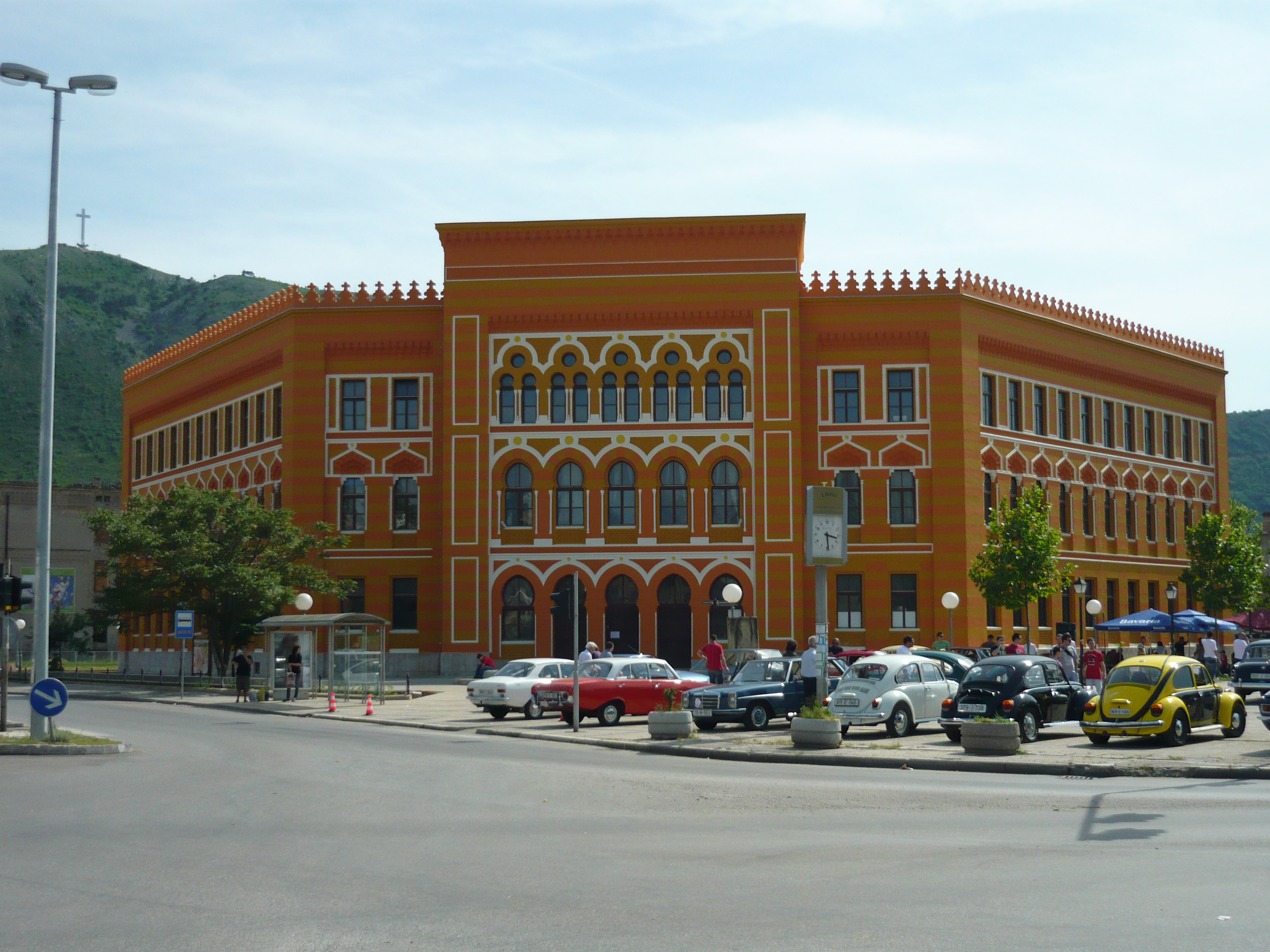
Mostarské gymnázium, dílo českého architekta Františka Blažka

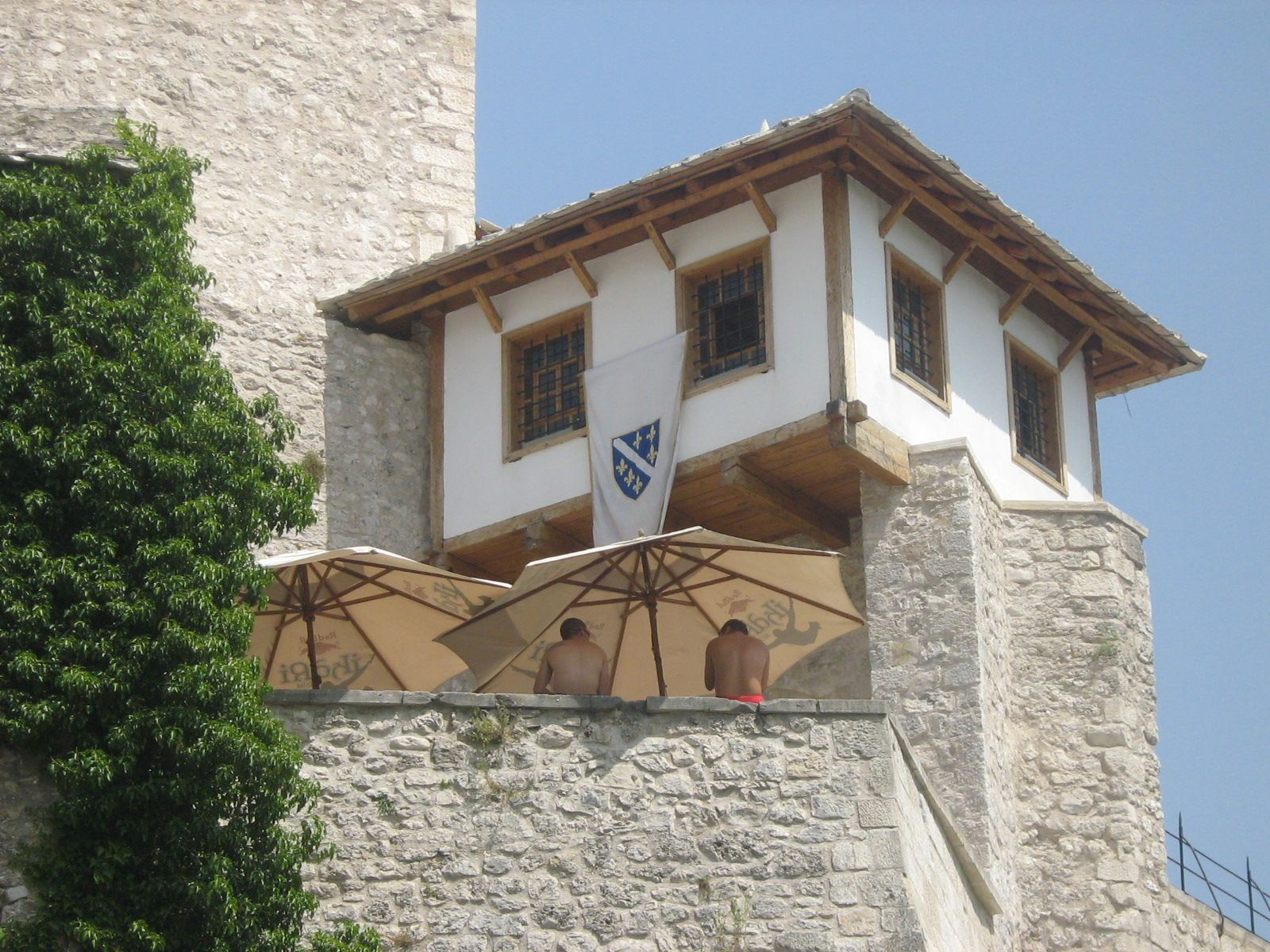
Dům "čardak" v centru města

- Staré město, dochované (a po válce většinou obnovené) historické jádro Mostaru
- místní mosty (vč. Starého mostu), který je symbolem města. Most doplňují dvě věže Halebija a Tara.[1]
- Karađoz-begova mešita, nejstarší mešita ve městě z roku 1557[33][34] od osmanského architekta Mimara Sinana
- Mehmed-pašova mešita z roku 1617.[1]
- Židovský hřbitov v Mostaru
- Ulice Bišćevića sokak se známou tureckou budovou Bišćevića kuća.[35]
- dříve samostatná obec Brankovac, kde se nacházejí domy typické pro osmanskou architekturu
- Kostel svatého Petra a Pavla z roku 1866 s nejvyšší zvonicí v Bosně a Hercegovině (107 metrů)[29]
- Katedrála Panny Marie, matky Církve, postmoderní svatostánek Římskokatolické církve z roku 1980
- Španělské náměstí s budovou gymnázia
- náměstí Rondo
- Náměstí Musala, nacházející se ve východní části města
- Park Zrinjevac se sochou Bruce Leeho.
- Kříž nad Mostarem, 33 metrů vysoký kříž na kopci Hum z roku 2000[36]
- Turecké lázně (hamam)
- Hodinová věž (sahat-kula). Původně zvonice kostela sv. Lukáše byla v roce 1630[37] přebudována na 16 metrů vysokou hodinovou věž.
- obchodní dům Razvitak (česky Rozvoj) vybudovaný ve stylu brutalismu v roce 1970
- Partyzánský hřbitov od jugoslávského brutalistického architekta Bogdana Bogdanoviće.[38][39]

## Samospráva

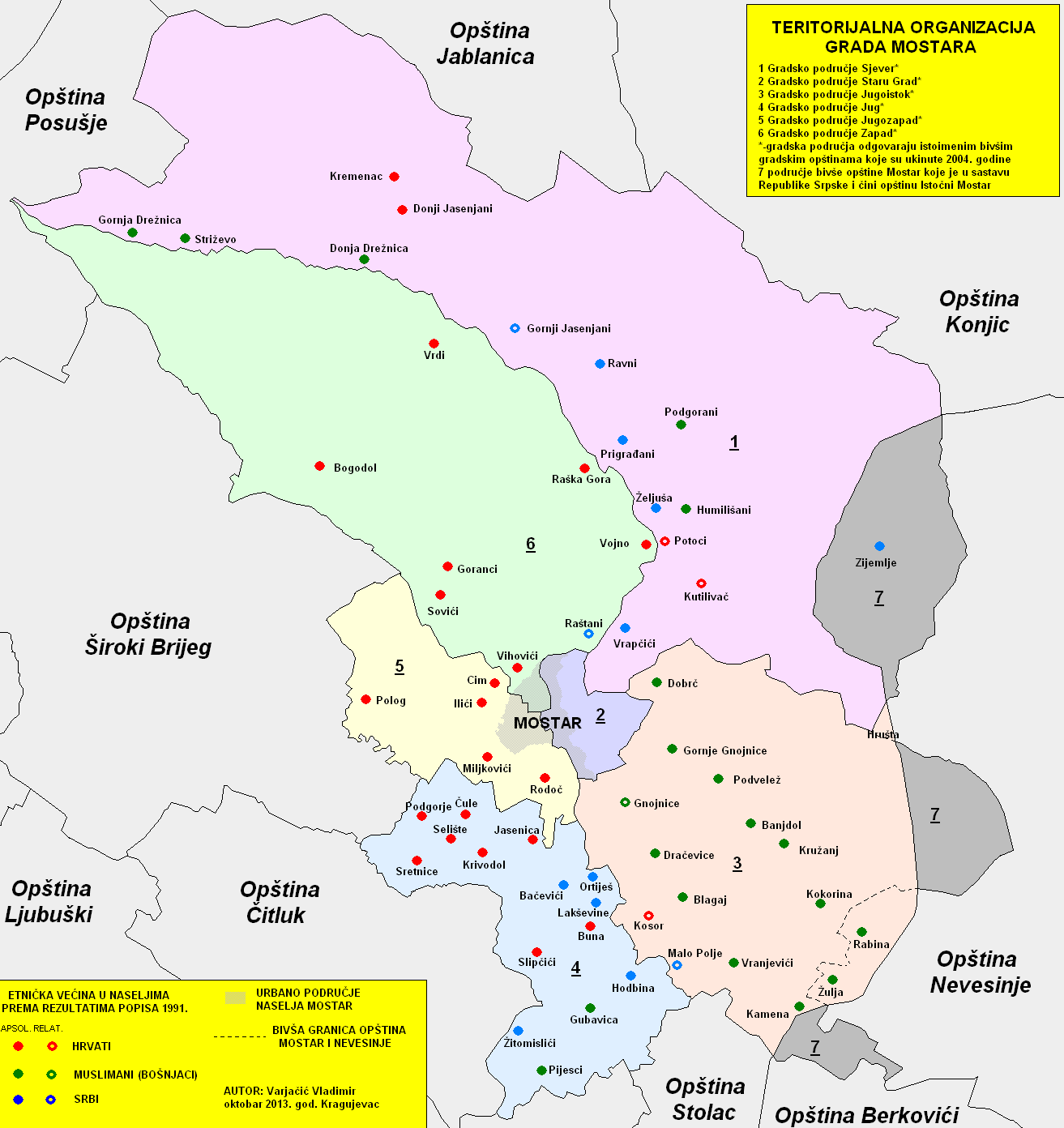
Administrativní rozdělení města.

V čele města Mostaru stojí starosta, resp. primátor a zároveň předseda Rady města. Město je vzhledem ke svému etnickému rozdělení mezi chorvatské a bosňácké obyvatelstvo řízeno odlišným způsobem, než je tomu v případě řady dalších měst v Bosně a Hercegovině. Současný stav je výsledkem neúspěchu ve vzájemných jednáních obou komunit ohledně fungování samosprávy města, které vyplývaly z obavy, že by město ovládlo chorvatské obyvatelstvo na úkor bosňáckého.
Do roku 2004, než byl schválen současný[zdroj?] statut města, byl Mostar správně rozdělen více celků. V roce 2011 byl statut města uznán za odporující Ústavě Bosny a Hercegoviny.
Město je v současné době jeden administrativní celek bez místních částí, do roku 2004 existovaly místní části Západ, Sever, Jihozápad, Staré město, Jih a Jihovýchod. Pro účely volebního zákona je nicméně město rozděleno na teritoriální celky, které však nemají vlastní míru samosprávy. Město Mostar zabírá relativně velký prostor, který se ze severozápadní strany vypíná až do vzdálenosti 30 km od středu města.

## Školství
Mostar má 24 základních škol, 20 středních škol (z nichž jsou 4 gymnázia, 12 odborných škol a 3 umělecké školy). Místní Gymnázium Mostar bylo založeno v roce 1893 a je nejstarším na území Bosny a Hercegoviny. Jeho budova vznikla v pseudomaurském slohu. Od roku 1977 zde sídlí i univerzita, která je jedinou univerzitou s chorvatským vyučovacím jazykem mimo území SR Chorvatska. Její areál leží v blízkosti fotbalového stadionu v západní části města.
Po válce v 90. letech byla zřízena i bosňácká univerzita, která nese jméno Džemala Bijediće. Zřízena byla v bývalém areálu JNA s názvem Severni logor. V rámci ní existuje i sportovní areál.
Ve školním roce 2015 měla Univerzita v Mostaru 10 712 studentů, kteří studovali na jedenácti fakultách.
Vzdělávání ve školách s chorvatským a bosňáckým vyučovacím jazykem mají oddělené školní osnovy.

## Doprava

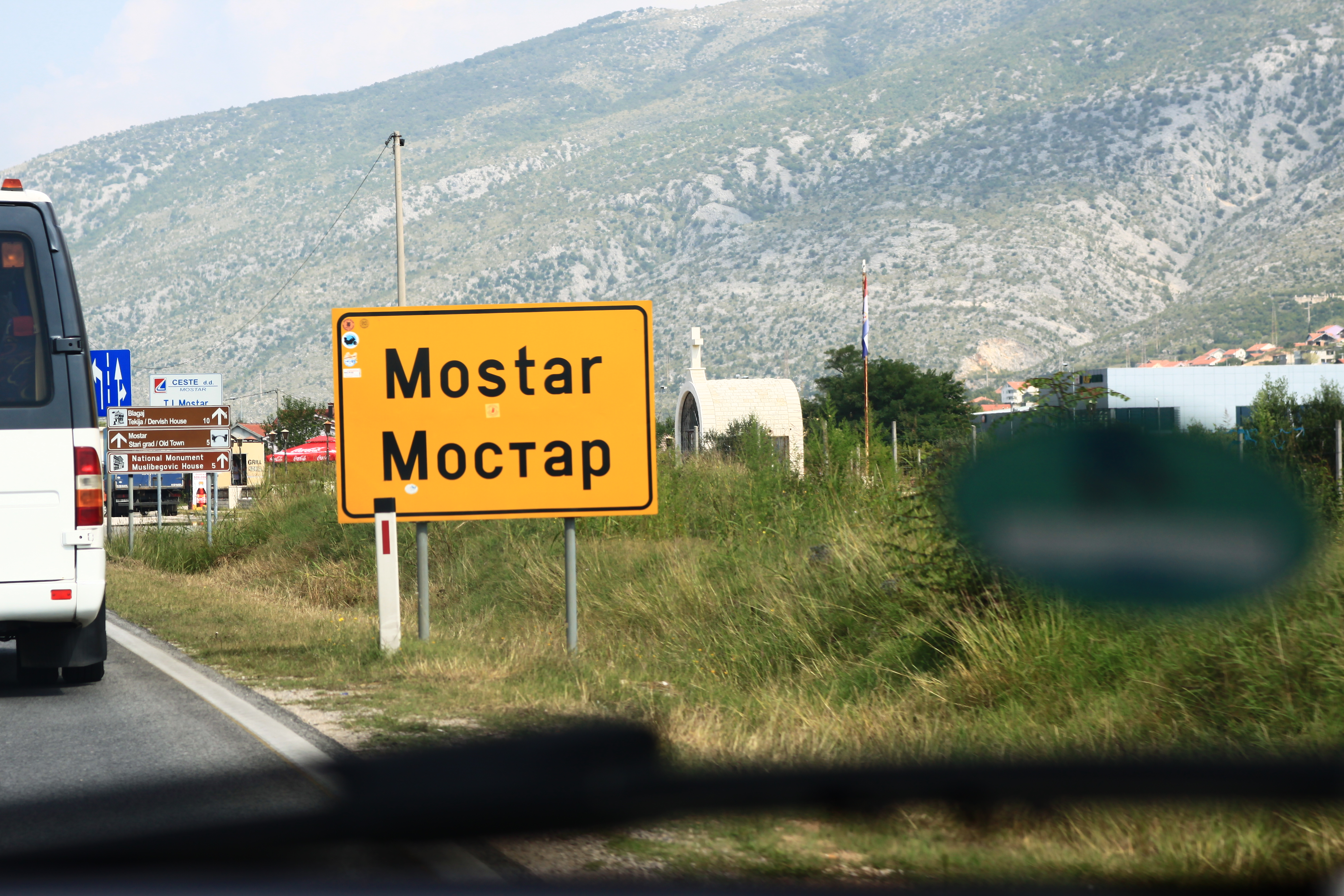
Hranice města

### Silniční
Vzhledem k lokalitě v údolí řeky Neretvy sledují hlavní dopravní směry v Mostaru severo-jižní osu dle údolí řeky. Hlavní silniční tah spojuje bosenskou metropoli Sarajevo s přístavem Ploče, další významné silniční tahy směřují do měst Široki Brijeg, Nevesinje, Čitluk a Stolac. Hlavní silnice, která městem prochází ve směru sever-jih, byla zbudována v 60. letech 20. století. Dnes se ulice jmenuje Maršala Tita a prochází dále od středu města. V západní části Mostaru se nachází více hlavních ulic (Kralja Tomislava, Splitska, Hrvatskih branitelja), které svádějí klíčovou dopravu ve městě.[zdroj?]
V roce 2022 byl ve výstavbě nový přivaděč z jihozápadního směru, jehož součástí je také Viadukt Marijanoviča draga a Tunel Novi.
Výhledově má být hlavní silniční komunikace, která vede severo-jižním směrem neretvanským údolím právě přes Mostar nahrazena dálnicí. V roce 2022 končila uvedená dálnice A1 na jižní straně u obce Zvirovići a podle projektu má být postavena východně od Mostaru, východně od lokalit Mazoljice a Šehovina, a to dlouhým tunelem Oštri rat o délce 2,8 km. Předpokládá se vznik dvou mimoúrovňových křižovatek a výjezdů z dálnice k městu, a to Mostar-sever a Mostar-jih. Celkem má být v dálničním úseku, který má vést východně od Mostaru, pět tunelů.

### Železniční
Městem prochází jediná železniční trať se stejnojmennou stanicí, která slouží pro osobní i nákladní dopravu. Jedná se o přeložku původní trati, která vedla po druhém (pravém) břehu řeky, odkud však byla odstraněna v souvislosti s výstavbou nových sídlišť. Původní trasa trati, stejně jako staré nádraží v prostoru dnešního Španělského náměstí, je patrné na mapách třetího vojenského mapování.
Na území města vede celkem 64 km trati (včetně vleček a manipulačních tratí).

### Letecká
Od roku 1965 má město i vlastní mezinárodní letiště. Pravidelně jej obsluhuje několik linek, které zajišťují spojení tohoto jihobosenského města se západní Evropou. Letiště má význam pro katolické poutníky, kteří navštěvují město Međugorje nedaleko Mostaru. Roční obrat cestujících na letišti se pohyboval do pandemie nemoci COVID-19 okolo sedmdesáti tisíc, poté klesl a zatím je stále velmi nízký.

### Městská doprava
Městskou dopravu zajišťují linky autobusů, a to společnosti Mostar bus d.o.o. Vozový park tvoří v řadě případů dopravní prostředky, které darem poskytla Mostaru i jiná města.

## Životní prostředí
Stejně jako řada dalších měst na Balkánu i Mostar má nedostatečnou infrastrukturu v oblasti odpadového hospodářství. Místní samospráva ve svém strategickém plánu uvádí, že pouze 60 % města je pokryto centrálním svozem odpadu. Typické jsou proto nelegální (černé) skládky, které ohrožují životní prostředí. Znečištění půd a jílů je typickým problémem především v jižní části města. Kromě toho existují i designované skládky, které jsou nicméně rovněž zdrojem znečištění a častých protestů veřejnosti (např. Uborak).
Vzhledem k tomu, že se město nachází v hlubokém údolí, je rovněž ohrožena i kvalita ovzduší. Zdrojem znečištění v Mostaru je jak doprava, tak i průmyslové podniky.

## Sport

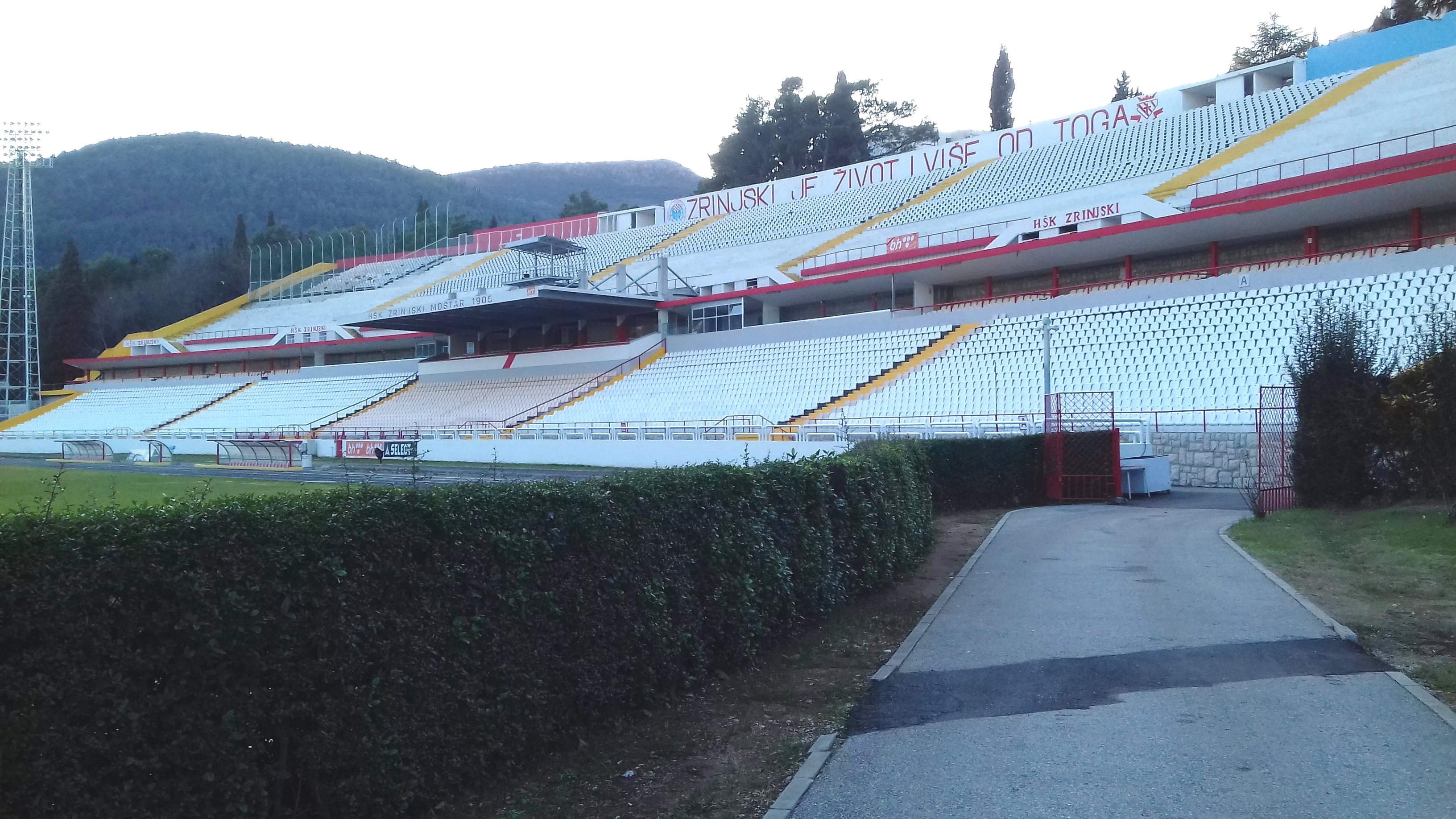
Fotbalový stadion týmu FK Zrinjski.

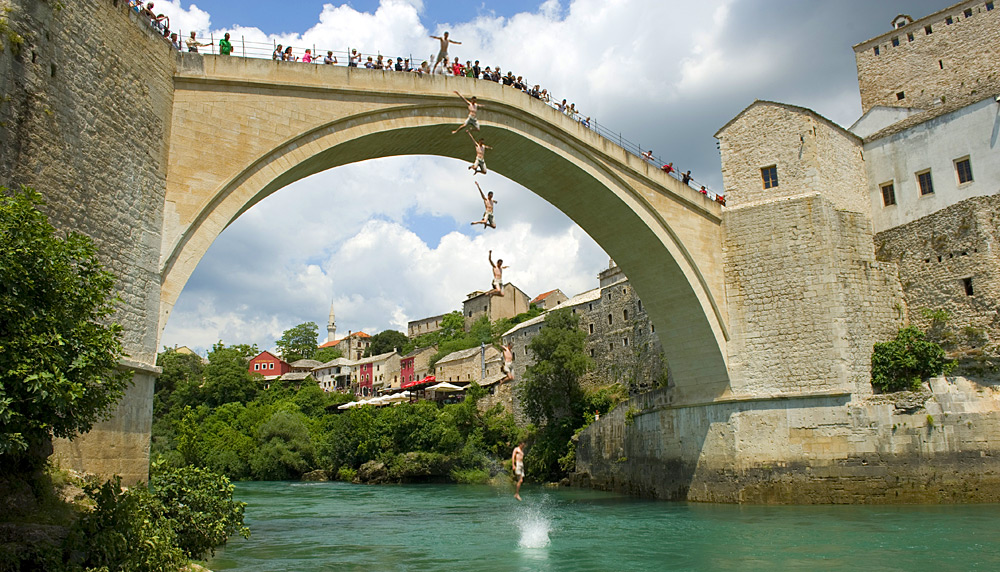
Skokan skákající ze Starého mostu.

### Sportovní kluby
Populárním sportem v Mostaru, stejně jako v celé Bosně a Hercegovině i v regionu, je fotbal. V letech 1981 a 1986 vyhrál místní fotbalový tým pohár bývalé Jugoslávie, fotbalový tým Zrinski vyhrál v bosenské fotbalové lize v letech 2005, 2009, 2014 a 2016. Hlavní fotbalový stadion se jmenuje Bijeli Brijeg.
Mezi populární aktivity v Mostaru patří také tradiční skoky ze Starého mostu. Oficiálně skoky organizuje klub Mostari. Bývá často přenášen celostátními televizními stanicemi. Skáče se z výšky 21 metrů.

Ve městě je aktivních i několik klubů karate.
Stejně jako v celé bývalé Jugoslávii jsou populární i vodní sporty a plavání. V Mostaru působí plavecké týmy PK Velež, KVS Orka a APK Zrinjski. Z Mostaru pochází také známá bosenská plavkyně, Amina Kajtaz.

### Sportovní zařízení
Většina sportovních zařízení, která slouží různým týmům pro různé druhy sportu, se nachází v západní části města a vznikaly v souvislosti s výstavbou např. panelových sídlišť převážně v 20. století. Město Mostar dlouhodobě nemá adekvátní sportovní infrastrukturu.
Největší fotbalový stadion je stadion pod Bijelim brijegom, na němž hraje stejnojmenný fotbalový tým. Nedaleko Španělského náměstí leží rovněž i kulturně-sportovní centrum Kantarevac. Ve východní části města leží fotbalový stadion, který slouží týmu FK Velež a jehož kapacita je 7000 diváků.
V Mostaru má vzniknout nový plavecký bazén, jehož výstavba má být dokončena roku 2025. Sportovní hala je budována od roku 1985.

## Zdravotnictví
Na jižním okraji Mostaru leží nemocnice, která nese název podle Safeta Mujiće. V západní části města potom leží rozlehlejší, Univerzitní klinická nemocnice Mostar (chorvatsky Sveučilišna Klinička Bolnica Mostar).

## Osobnosti
- Aleksa Šantić[53] (1868–1924), spisovatel
- Džemal Bijedić (1917–1977), politik
- Vladimir Ćorović (1885–1941), historik
- Hamza Humo (1895–1970), spisovatel
- Dušan Bajević, fotbalista
- Franjo Džidić, fotbalista
- Enver Marić, fotbalista
- Saša Papac, fotbalista
- Meho Kodro, fotbalista
- Nino Raspudić, filozof
- Franjo Vladić, fotbalista
- Blaž Slišković, fotbalista
- Muhamed Mujić, fotbalista
- Ivan Ćurković, fotbalista
- Marino Marić, chorvatský házenkář
- Boro Primorac, fotbalista
- Predrag Matvejević (1932–2017), spisovatel
- Dražen Dalipagić, basketbalista
- Bojan Bogdanović, basketbalista
- Svetozar Ćorović (1875–1919), spisovatel
- Amina Kajtaz, plavkyně
- Željko Samardžić, zpěvák
- Zoran Mandlbaum (1946–2015), představitel židovské komunity
- Florijan Mićković (* 1935), sochař
- Marin Šego, házenkář

## Partnerská města
- Izmir, Turecko